# لوسيان بلاكويل
لوسيان بلاكويل (بالإنجليزية: Lucien E. Blackwell)‏ هو نقابي وسياسي أمريكي، ولد في 1 أغسطس 1931 في الولايات المتحدة، وتوفي في 24 يناير 2003 في فيلادلفيا في الولايات المتحدة. حزبياً، نشط في الحزب الديمقراطي.

## مناصب
- في انتخابات مجلس النواب الأمريكي 1990 [الإنجليزية]‏، انتخب عضو مجلس النواب الأمريكي عن دائرة Pennsylvania's 2nd congressional district [الإنجليزية]‏ وقد انضم خلال فترته النيابية [الإنجليزية]‏ (5 نوفمبر 1991 – 3 يناير 1993)  للكتلة البرلمانية الحزب الديمقراطي.
- في انتخابات مجلس النواب الأمريكي 1992 [الإنجليزية]‏، انتخب عضو مجلس النواب الأمريكي عن دائرة Pennsylvania's 2nd congressional district [الإنجليزية]‏ وقد انضم خلال فترته النيابية [الإنجليزية]‏ (5 يناير 1993 – 3 يناير 1995)  للكتلة البرلمانية الحزب الديمقراطي.
- انتخب عضو مجلس نواب بنسيلفانيا.
- انتخب عضو مجلس النواب الأمريكي.